# Johann Jacob von Metzen
Johann Jacob Franz Xaver Johann Nepomuk Ritter und Edler von Metzen (* 17. Mai 1774 in Ehrenbreitstein; † 11. Dezember 1813 ebenda) war ein kurtrierischer, später nassauischer Offizier.

## Leben
Johann Jacob von Metzen wurde als Sohn des Kurtrierischen Hofkriegsrats Johann Wilhelm Metzen (1734–1818) und der Ida Catharina Mainone (1739–1791), Tochter des Johann Wilhelm Mainone (1706–1776), geboren. Der Vater wurde am 23. August 1780 als „Edler von Metzen“ in den Ritterstand erhoben. Sein älterer Bruder war Wilhelm von Metzen. Seit 1788 in kurtrierischen Diensten, nahm er von 1795 bis 1799 an der Verteidigung der Festung Ehrenbreitstein gegen die französischen Revolutionstruppen teil. Nach der Sprengung der Festung infolge des Friedens von Lunéville trat er in nassauische Dienste ein und erreichte 1808 den Rang eines Obristwachtmeisters. Johann Jacob von Metzen wohnte im Haus Lielsgasse Nr. 231, eine Erweiterung des vom Urgroßvater, dem Hoflieferanten Jacob Mainone (geb. Volesio, heute Teil von Tremezzo am Comer See 1679, gest. Ehrenbreitstein 1733) errichteten Hauses Nr. 228.
Er war seit dem 21. Oktober 1796 mit Anna Maria, geb. Lanius (geb. Ehrenbreitstein 2. August 1779, gest. Ehrenbreitstein 9. August 1853), Tochter des Hofmusikers Michael Anton Lanius und seiner Ehefrau Maria Johanna, geb. Spitz, verheiratet und hinterließ fünf unmündige Kinder: Johann Wilhelm (geb. am 22. Februar 1797), Bernhard (geb. am 16. September 1798), Xaveria (geb. am 7. Juli 1800, verheiratet mit Georg Matthaei), Wilhelm Jacob (geb. am 18. Juli 1806) und Margaretha (geb. am 4. Juni 1811, verheiratet mit dem Juristen Alexander Grebel). Beide sind Stammeltern aller Nachkommen dieses Namens, darunter der Jurist Johann Jakob von Metzen, Sohn des dritten Sohnes Wilhelm Jacob. Ein Urenkel, der Kaufmann Karl Josef von Metzen (1858–1940), Enkel des zweiten Sohnes Bernhard, wanderte nach Uruguay aus; sein Sohn Carlos wurde erfolgreicher Unternehmer in Empalme Olmos.